# Vannoccio Biringuccio
Vannoccio Biringuccio, nogle gange stavet Vannocio Biringuccio, (1480 – ca. 1539) var en italiensk metallurg. Han er best kendt for sin manuel om metalarbejde, De la pirotechnia, der blev udgivet posthumt i 1540.
Biringuccio bliver betragtet som støberiindustriens fader, da De la pirotechnia er den første bog om støbning i Europa. Det giver også information om minedrift, ekstraktion og raffinering af utallige metaller, legeringer såsom messing og stoffer der bruges som  sprængstoffer. Bogen blev efterfulgt af De re metallica af Georgius Agricola 14 år senere.
Han var medlem af Fraternita di Santa Barbara. Inden han udgav sin bog med information om metallurgi og krigskunst, var disse velholdte hemmeligheder; hans bog er blevet krediteret for at starte traditionen med videnskabelig og teknisk litteratur.
I sin karriere var han ansvarlig for en jernmine nær Siena og ligeledes for en møntfremstilling og et arsenal. Han var ansvarlig for støbning af kanoner i Venedig og Firenze.

## De la pirotechnia
Bogen er det tidligst kendte eksempel på et teknisk manuskript fra renæssancen, og er således en værdifuld kilde til information om tekniske kundskaber på dette tidspunkt. Den er udgivet i 1540 i Venedig og er blevet genudgivet utallige gange.
Den er opdelt i ti bøger, som beskæftiger sig med mineraler, metaloid, analyser, smeltning, separering af guld fra sølv og legeringer, støbning af metaller (især kirkeklokkeer og kanoner), og alkymi. Han beskriver i detaljer måden som smelter der bruges til støbning for at undgå defekter, inklusive nye måder at lave de endelige forme på.

## Liv
Biringuccio blev født i Siena. Man mener, at hans far var en arkitekt ved navn Paolo Biringuccio og hans mor var Lucrezia di Bartolommeo Biringuccio. Han blev døbt d. 20. oktober 1480.
Han var tilhænger af Pandolfo Petrucci, der var overhoved for den magtfulde Petrucci-familie. Pandolfo ansatte ham som metallurg. Da Pandolfo døde, forblev Biringuccio forbundet med Petrucci-familien, idet han var ansat af Pandolfos søn Borghese Petrucci. Under et oprør i 1515, tvang dog Borghese til at flygte fra Siena, og han tog Biringuccio med sig. Biringuccio rejste omkring i Italien og besøgte Sicilien i 1517.
I 1523 fik Pave Clemens 7. Petrucci-familien og Biringuccio genindsat og fik dem tilbage fra eksil. I 1524 blev han tildelt monopol på produktionen af salpeter. Dette blev dog ganske kort, da folket i Siena i 1526 endnu engang gjorde oprør og smed Petrucci-familien ud igen. Familien forsøgte (med hjælp fra Biringuccio) at genindtage Siena med magt, men uden held.
I 1530 nåede Siena en mere fredfuldt periode og Biringuccio vendte tilbage. Han blev senator for byen i januar og februar 1531, og tog del i flere projekter.
I 1536 blev han tilbudt et arbejde i Rom af kirken, og i 1538 blev han den pavelige støbemester, og lede for ammunitionen.
Hans endelige dødsdag og -sted er ukendt, men alt der vides er, at et dokument fra 1539 nævnes hans død.